# Christian Gotthelf Brückner
Christian Gotthelf Brückner (* 18. Oktober 1769 in Mylau; † 14. Juni 1834 ebenda) war ein deutscher Kaufmann und Unternehmer in der Textilindustrie sowie Bankier. Im Jahr 1808 errichtete er eine Spinnerei, die als erste Fabrik des nördlichen Vogtlands gilt.

## Familie
Christian Gotthelf Brückner stammte aus einfachen Verhältnissen. Sein Vater Carl Christian Brückner war Seilermeister, seine Mutter Johaunen Sophie Brückner geb. Forbriger war die Tochter eines Mylauer Oblatenbäckers. Ihren Lebensunterhalt bestritten seine Eltern hauptsächlich mit Ackerbau und Viehzucht, nebenbei betrieben sie einen kleinen Material- und Schnittwarenhandel. Christian Gotthelf Brückner hatte einen älteren Bruder und eine Schwester.
Er war verheiratet mit Joh. Gottliebe Reuter, der Tochter eines Tuchhändlers aus Lengenfeld. Aus dieser Ehe gingen zehn Kinder hervor.
Seine Tochter Emilie Brückner (1801–1879) war mit dem späteren Mitinhaber des Unternehmens C. G. Brückner und sächsischen Staatsminister Robert Georgi verheiratet, ihr Sohn war der erste Leipziger Oberbürgermeister Otto Georgi.

## Leben und Beruf

### Ausbildung
Schon während seiner Schulzeit ging Christian Gotthelf Brückner in die Lehre bei einem Materialwarenhändler in Greiz. Doch bereits nach 30 Wochen bat er seinen Vater, wieder zurückkommen zu dürfen, da er sich von der Ausbildung keinen Nutzen versprach. Da er Kaufmann werden wollte, begann er nach seiner Konfirmation eine Lehre beim Kaufmann Mals in Hohenstein-Ernstthal. Seine Eltern konnten diese Ausbildung aber auf Dauer nicht finanzieren, und so musste er bereits 15 Monate später seinen Plan, Kaufmann zu werden, aufgeben.
Daher begann er 1785 eine Weberlehre bei seinem älteren Bruder, der in Mylau eine gutgehende Leineweberwerkstatt betrieb. Christian Gotthelf Brückner selbst beschrieb diesen Schritt in seinen Lebenserinnerungen als „von den wichtigsten Folgen für mein Lebensglicke und als die Grundlage zu allen, was sich in Verfolg meiner Lebens-Carriere daran reyhete“. Durch Fleiß und Geschick brachte er es schnell zu einem erfolgreichen Weber, so dass er auch seine Eltern finanziell unterstützen konnte.

### Weberei C. G. Brückner
Nach Beendigung seiner Lehre 1786 verließ er die Weberwerkstatt seines Bruders und richtete sich im Haus seiner Eltern einen eigenen Webstuhl ein, wobei seine Waren in Plauen guten Absatz fanden. Um seinen Betrieb rasch vergrößern zu können, bat er bei der Landesregierung erfolgreich um die Verkürzung seiner Gesellenzeit und den Verzicht auf seine zweijährige Wanderschaft. Nach bestandener Meisterprüfung gründete er 1789 das Unternehmen C. G. Brückner. Bereits nach kurzer Zeit beschäftigte er fünf Webergesellen und einen Laufburschen. Da es ihm gelang, Musselin-Waren von überdurchschnittlich hoher Qualität zu produzieren, konnte er seine Waren ohne Zwischenhandel zu einem besseren Preis direkt auf dem Markt absetzen. Wegen der gesteigerten Nachfrage richtete er nun weitere Produktionsstätten ein. 1796 erwarb er für 70 Reichstaler den Titel eines Schleierherrn (Baumwollhändler) in Plauen. In der Folge gelang ihm mit Kommissions- und Kreditgeschäften auf Messen in Frankfurt (Oder) und Leipzig der weitere Ausbau seines Unternehmens. Zugleich erreichte er mit seinen Musselin- und Modewaren die Märkte in Wien, Triest, Venedig und Bozen.
Mit der 1806 errichteten Kontinentalsperre und der damit verbundenen Ausschaltung der britischen Konkurrenz war es Christian Gotthelf Brückner möglich, nach anfänglichen Verlusten durch Fehlkalkulationen, seinen Warenabsatz weiter zu verbessern. Zusammen mit den Greizer Brüdern Fritz pachtete er die damals leerstehende Burg Mylau und richtete dort am 8. Februar 1808 eine Baumwollspinnerei als erste Fabrik des nördlichen Vogtlands ein. Die Geschäftsanteile der drei Gesellschafter betrugen zu gleichen Teilen je 32.139 Reichstaler.
Der Betrieb wuchs rasch. Aus acht handgetriebenen Spinnmaschinen wurden bereits 1811 64 Feinspinnmaschinen mit Wasserantrieb und 16 Handspinnmaschinen. Zeitweise beschäftigte er 700 Spinnereiarbeiter. 1815 traten die Gebrüder Fritz als Gesellschafter aus, und Christian Gotthelf Brückner führte die Spinnerei alleine weiter. Da der Betrieb zu groß geworden war und die Wasserversorgung nicht mehr ausreichend gewährleistet war, stellte er 1828 den Betrieb auf der Burg Mylau ein und verlegte die Produktion in eine ehemalige Walk- und Papiermühle an der Göltzsch. Weil die Nachfrage an Musselinwaren zurückging, verlegte er sich 1830 auf die Bobinetweberei. Im Jahr 1831 galt das Unternehmen C. G. Brückner mit 298 Arbeitern (darunter 144 Kindern) als größtes des Vogtlands.

### Bankhaus C. G. Brückner
1820 gründete er das erste Bankhaus in Mylau und Umgebung.